# 93 (număr)
93 (nouăzeci și trei) este numărul natural care urmează după 92 și precede pe 94 într-un șir crescător de numere naturale.

## În matematică
93:
- Este un număr semiprim.[1][2][3]
- Este primul număr din a treia tripletă de numere semiprime: 93, 94 și 95.[4]
- Este un întreg Blum⁠(d),[5] deoarece cei doi divizori primi, 3 și 31, sunt ambii numere prime gaussiene.[6]
- Este un număr repdigit în bazele 5 (3335)[7] și 30 (3330).
- Este un număr palindromic în bazele 2, 5 și 30.
- Este un Număr norocos Ulam.[8][9]
- Este un Număr de tort.[10]
- Este un număr potrivit⁠(d) (idoneal).[11][12]
- Pentru 11 elemente există 93 de permutări ciclice (permutări Gilbreath) diferite.[13] Deci în mulțimea lui Mandelbrot de ordinul 11 există 93 de puncte reale periodice.[14]

## În știință
- Este numărul atomic al neptuniului, un actinid.

### În astronomie
- Messier 93 este un roi de stele deschis cu o magnitudine 6,2 în constelația Pupa.
- Obiectul NGC 93 din New General Catalogue este o galaxie spirală cu o magnitudine 13,6 din constelația Andromeda.
- 93 Minerva este un asteroid din centura principală.

## În alte domenii
93 se poate referi la:
- Numărul departamentului Seine-Saint-Denis din Franța.
- Prefixul telefonic internațional pentru Afghanistan.[15]
- Una din cele două variante pentru grupul de cifre din codul ISBN pentru cărțile publicate în India.
- Nouăzeci și trei, un roman de Victor Hugo despre Revoluția franceză.
- Postul de radio 93 KHJ din Los Angeles.
- 93 'til Infinity, albumul de debut al grupului de hip hop Souls of Mischief din Oakland.